# Награди „Оскар“ (77-а церемония)
Седемдесет и седмата церемония по връчване на филмовите награди „Оскар“ се провежда на 27 февруари 2005 г. в Кодак Тиътър в американския град Лос Анджелис. На нея се връчват призове за най-добри постижения във филмовото изкуство за предходната 2004 година. Номинациите са обявени на 25 януари 2005 г. Актьорът Крис Рок е водещ на церемонията за първи път.
„Момиче за милиони“ печели четири награди, включително за най-добър филм. Сред останалите победители са „Авиаторът“ с пет статуетки, „Феноменалните“ и „Рей“ с по две, и „Родени в бордеи“, „Блясъкът на чистия ум“, „Пътят към Невърленд“, „Лемъни Сникет: Поредица от злополучия“, „Мотоциклетни дневници“, „Раян“, „Морето в мен“, „Отбивки“, „Спайдър-Мен 2“, и „Осата“ с по една. Само в САЩ телевизионното излъчване има над 42 милиона зрители.

## Филми с множество номинации и награди
| Долуизброените филми получават повече от 2 номинации в различните категории за настоящата церемония: - 11 номинации: Авиаторът - 7 номинации: Пътят към Невърленд, Момиче за милиони - 6 номинации: Рей - 5 номинации: Отбивки - 4 номинации: Феноменалните, Лемъни Сникет: Поредица от злополучия - 3 номинации: Хотел Руанда, Страстите Христови, Фантомът от Операта, Полярен експрес, Спайдър-Мен 2 и Вера Дрейк | Долуизброените филми получават повече от 1 награда „Оскар“ на настоящата церемония: - 5 статуетки: Авиаторът - 4 статуетки: Момиче за милиони - 2 статуетки: Феноменалните, Рей |

## Номинации и награди
| Най-добър филм | Най-добър режисьор |
| --- | --- |
| - Момиче за милиони - Авиаторът - Пътят към Невърленд - Рей - Отбивки | - Клинт Истууд – Момиче за милиони - Мартин Скорсезе – Авиаторът - Тейлър Хакфорд – Рей - Александър Пейн – Отбивки - Майк Лий – Вера Дрейк                                                                               |
| Най-добра мъжка роля | Най-добра женска роля |
| - Джейми Фокс – Рей - Дон Чийдъл – Хотел „Руанда“ - Джони Деп – Пътят към Невърленд - Леонардо ди Каприо – Авиаторът - Клинт Истууд – Момиче за милиони                                        | - Хилари Суонк – Момиче за милиони - Анет Бенинг – Да бъдеш Джулия - Каталина Сандино Морено – Мария, изпълнена с благодат - Имелда Стонтън – Вера Дрейк - Кейт Уинслет – Блясъкът на чистия ум                           |
| Най-добра поддържаща мъжка роля | Най-добра поддържаща женска роля |
| - Морган Фрийман – Момиче за милиони - Алан Алда – Авиаторът - Томас Хейдън Чърч – Отбивки - Джейми Фокс – Съучастникът - Клайв Оуен – Отблизо                                                 | - Кейт Бланшет – Авиаторът - Лора Лини – Кинси - Вирджиния Мадсън – Отбивки - Софи Оконедо – Хотел „Руанда“ - Натали Портман – Отблизо                                                                                    |
| Най-добър оригинален сценарий | Най-добър адаптиран сценарий |
| - Блясъкът на чистия ум – Чарли Кауфман, Мишел Гондри и Пиер Бисмут - Авиаторът – Джон Логан - Хотел „Руанда“ – Тери Джордж и Киър Пиърсън - Феноменалните – Брад Бърд - Вера Дрейк – Майк Лий | - Отбивки – Александър Пейн и Джим Тейлър - Момиче за милиони – Пол Хагис - Пътят към Невърленд – Дейвид Маги - Мотоциклетни дневници – Хосе Ривера - Преди залез – Итън Хоук, Ричард Линклейтър, Жули Делпи и Ким Кризан |
| Най-добра анимация | Най-добър чуждоезичен филм |
| - Феноменалните - История с акули - Шрек 2 | - Навътре в морето (Испания) - Хористите (Франция) - Крахът на Третия райх (Германия) - Yesterday (ЮАР) - Като в рая (Швеция)                                                                                             |

## Галерия
| Клинт Истууд „Оскар“ за режисура | Джейми Фокс „Оскар“ за главна мъжка роля | Хилари Суонк „Оскар“ за главна женска роля | Морган Фрийман „Оскар“ за поддържаща мъжка роля | Кейт Бланшет „Оскар“ за поддържаща женска роля |
| -------------------------------- | ---------------------------------------- | ------------------------------------------ | ----------------------------------------------- | ---------------------------------------------- |
|                                  |                                          |                                            |                                                 |                                                |